# Vlagheide

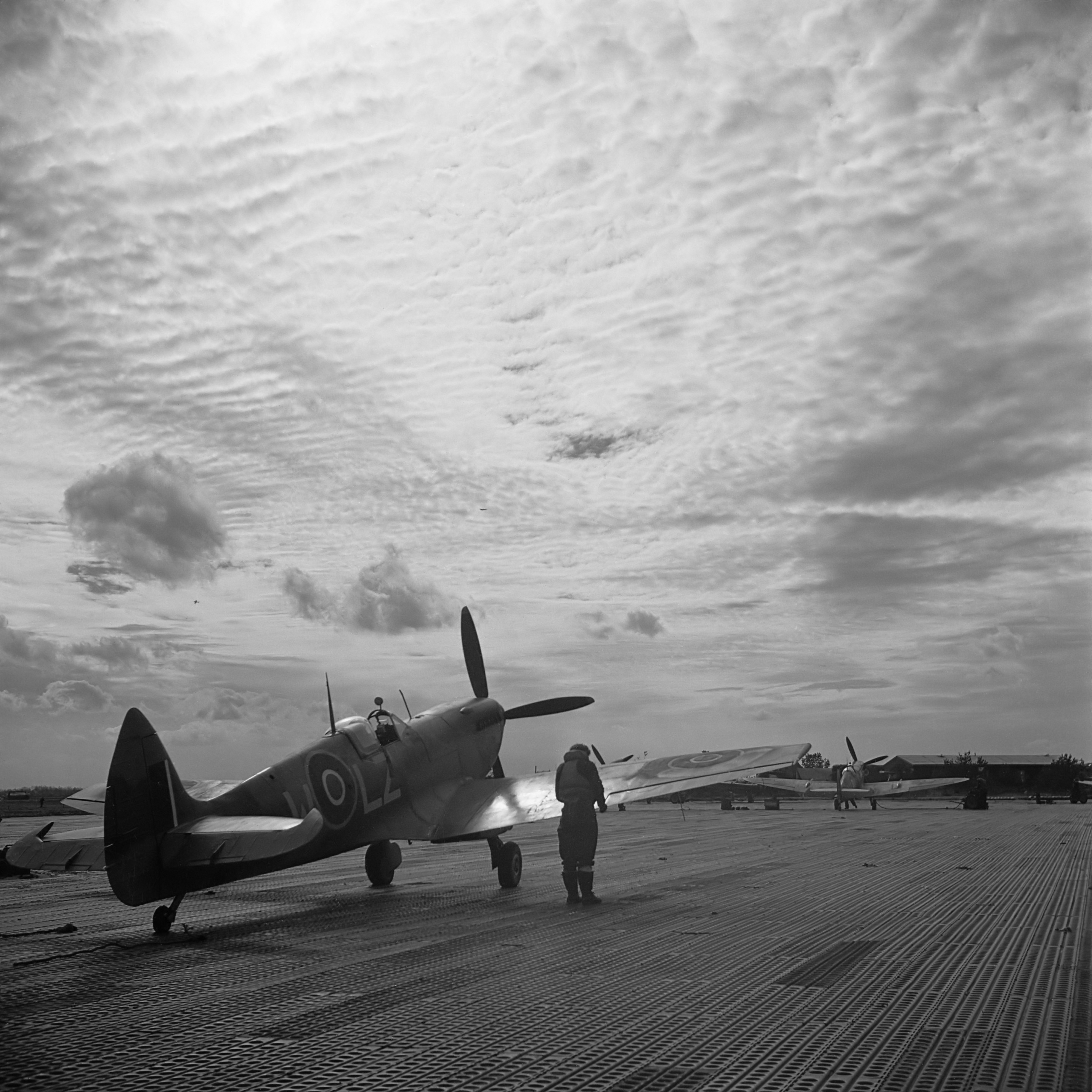
Spitfires op het vliegveld Schijndel (mei 1945)

De Vlagheide is een voormalig heidegebied dat zich bevindt in de gemeente Meierijstad in het oosten van de Nederlandse provincie Noord-Brabant.
De Vlagheide ligt binnen de wig die gevormd wordt door de Koeveringse Dijk en de Scheiweg, die tevens de grens vormden met respectievelijk de voormalige gemeenten Sint-Oedenrode en Veghel.
Het is ontstaan uit het gebied vroeger bekend als de Eerdse Bergen in Eerde.

## Geschiedenis
Op de Vlagheide werd tijdens de Tweede Wereldoorlog door de geallieerden een vliegveld aangelegd in het kader van de Operatie Market Garden. In februari 1945 werd het geopend en kreeg de naam B.85 Schijndel.
Na de bevrijding werd dit vliegveld overbodig. Het terrein bleef militair in gebruik door de aanwezigheid van een drietal militaire opslagplaatsen (MOB-complexen). Deze stammen uit de tijd van de Koude Oorlog. Ze zijn aangelegd in 1971. Na de beëindiging van hiervan werden ze door Defensie afgestoten, gesloopt en in 2001 aan de gemeente Veghel overgedragen.
Voorts werd er op het terrein een grote vuilstortplaats aangelegd die in 2004 werd gesloten. Hierdoor is op het terrein een tientallen meters hoge heuvel ontstaan die een oppervlakte bezit van 46 hectare. De hoogte is 36,9 meter boven NAP.

## Landschapsontwikkeling
Om al deze redenen hebben de voormalige gemeenten Veghel, Sint-Oedenrode en Schijndel in 2006 een plan opgesteld om de Vlagheide en wijde omgeving te ontwikkelen. Hiertoe behoren ook natuurgebieden als Eerdse Bergen en Logtenburg.
Dit zogeheten Masterplan Vlagheide voorziet in de ontwikkeling van dit gebied. Hoewel dit plan voorziet in versterking van de natuur in een deel van het gebied, is er enige ongerustheid bij de bevolking van het nabijgelegen dorp Eerde gerezen omtrent de komst van recreatiebedrijven in dit gebied.